# Eric Winston
Eric Joseph Winston (Midland, 17 novembre 1983) è un giocatore di football americano statunitense che gioca nel ruolo di offensive tackle per i Cincinnati Bengals della National Football League (NFL). Fu scelto nel corso del terzo giro (66º assoluto) del Draft NFL 2006 dagli Houston Texans. Al college ha giocato a football all'Università di Miami. È il presidente dell'Associazione Giocatori della NFL (NFLPA).

## Carriera professionistica

### Houston Texans
Winston fu scelto nel terzo giro del Draft NFL 2006 dagli Houston Texans. Disputò come titolare le ultime sette gare della sua stagione da rookie come tackle destro e fino al 2011 ne disputò complessivamente 87 come titolare. Prima della stagione 2008 firmò un'estensione contrattuale. I Texans lo svincolarono il 12 marzo 2012.

### Kansas City Chiefs
Winston firmò coi Kansas City Chiefs il 17 marzo 2012. Il 7 ottobre 2012 insorse contro i propri tifosi che esultarono per l'infortunio del quarterback Matt Cassel. In un'intervista post-partita affermò "questo non è il Colosseo" e che esultare per un giocatore a terra è "100% disgustoso". Fu svincolato il 6 marzo 2013.

### Arizona Cardinals
Winston firmò un contratto annuale con gli Arizona Cardinals il 25 luglio 2013. Con essi disputò per la settima stagione consecutiva tutte le 16 partite come titolare.

### Seattle Seahawks
Il 29 luglio 2014, Winston firmò un contratto annuale coi Seattle Seahawks. Fu svincolato un mese dopo, poco prima dell'inizio della stagione regolare.

### Cincinnati Bengals
Il 2 dicembre 2014, Winston firmò un contratto annuale con i Bengals. Il 10 marzo 2015 rinnovò per un'altra stagione. Il 2 settembre 2017 fu svincolato ma rifirmò l'8 novembre dopo l'infortunio di Jake Fisher.

## Statistiche
| Partite totali      | 128 |
| Partite da titolare | 121 |

Statistiche aggiornate alla stagione 2014